# Exochoderes aurantiacus
Exochoderes aurantiacus is een rechtvleugelig insect uit de familie veldsprinkhanen (Acrididae). De wetenschappelijke naam van deze soort is voor het eerst geldig gepubliceerd in 1882 door Bolívar.